# Orde van de Witte Valk

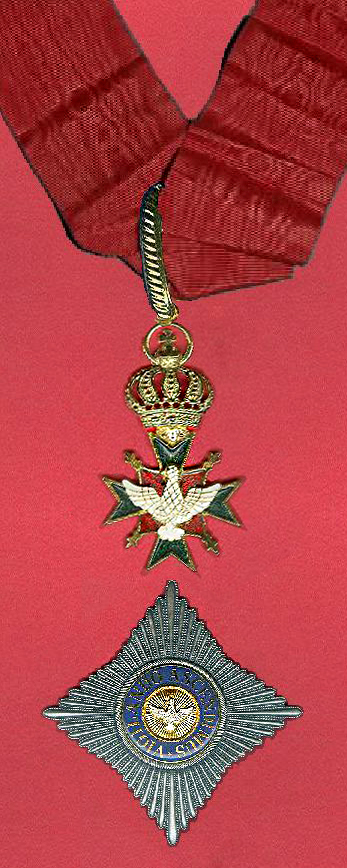
Het juweel en de plaque van een commandeur. Particuliere verzameling, Groningen.

De Orde van de Witte Valk (Duits: Orden vom Weissen Valken oder der Wachsamkeit), ook wel "Orde van de Waakzaamheid" genoemd was een op 2 augustus 1732 door hertog Ernst August I van Saksen-Weimar-Eisenach ingestelde ridderorde.
In 1732 ging het om een typisch barokke hoforde met de naam "Fürstlich Sächsisch-Weimarischer Ritter-Orden von der Wachsamkeit". Een dergelijke orde werd door de vorst, de prinsen en enkele uitverkoren hovelingen en militairen gedragen. Het ging daarbij eerder om hoge geboorte en persoonlijke gunst dan om verdiensten.
Op een portret uit ongeveer 1763 draagt de tweede grootmeester, de tienjarige Karel August van Saksen-Weimar, een kruis aan een met diamanten versierde coulant-agraffe en een rood lint om de hals. De laatste verlening van deze orde vond in 1789 plaats. De nabestaanden van overleden ridders moesten het kruis aan de grootmeester terugzenden.
Het thema van een opstijgende en zeer opmerkzame valk ligt in een adelskaste waarin de valkenjacht nog werd beoefend voor de hand. De Duitse keizer mocht volgens het gebruik een adelaar ter jacht dragen. Voor een mindere potentaat als een Thürings-Saksische hertog was een slechtvalk voorgeschreven.
De orde werd met toestemming van keizer Karel VI gesticht. In de 18e eeuw werd het Duitse staatsverband steeds losser en de staten en staatjes die het rijk vormden werden steeds zelfstandiger. Dat uitte zich ook in het instellen van ridderorden. Ernst August I van Saksen-Weimar-Eisenach was keizerlijk generaal-veldmaarschalk. De eerste naam van de orde was in het Frans gesteld. De "Ordre de la Vigilance". Frans was aan de Duitse hoven de voertaal. Zoals met veel barokke hoforden het geval was raakte de orde in de loop der jaren ook weer in vergetelheid. Er werden geen nieuwe leden benoemd. Zo was er in 1806 nog maar één ridder in leven.
De uitbreiding van Saksen-Weimar-Eisenach met door de Reichsdeputationshauptschluss geseculariseerde kerkelijke bezittingen en de staatjes van de gemediatiseerde vorsten was, samen met de verheffing tot groothertog, voor Karel August van Saksen-Weimar-Eisenach aanleiding om de orde op 18 oktober 1815 nieuw leven in te blazen. De oude hoforde werd als een moderne orde van verdienste met meerdere graden hersteld. De naam was nu Duits Hausorden der Wachsamkeit of Hausorden vom Weißen Falken
. De 18e oktober was de feestdag van de Orde van de Witte Valk.
Bij de oprichting werd de orde, die de prinsen van het groothertogelijk huis en 12 grootkruisen, 25 commandeurs en 50 ridders omvatte, beschreven als een orde die "Duitse deugden" zou belonen. Vorstelijke personen uit regerende families, de zogenaamde "Fürstlichkeiten" kregen kruisen en sterren die groter waren dan die van de andere leden. Er zijn 107 van deze grootkruisen en sterren verleend. Vaak, maar niet altijd, hadden deze sterren stralen die gefacetteerd waren.
In 1840 werd voor de commandeurs in de Orde van de Witte Valk een rhombusvormige plaque, met in het midden het medaillon zoals dat op de ster is aangebracht, ingesteld.
In 1918 trad groothertog Willem Ernst van Saksen af en werd de Vrijstaat Saksen-Weimar-Eisenach een deel van Thüringen. De ridderorde werd samen met alle andere orden en onderscheidingen afgeschaft. Omdat een vorst van een huis dat na 1815 geregeerd heeft volgens het internationaal recht en het orderecht bepaalde onaantastbare rechten heeft bleef de orde als huisorde van het Groothertogelijk Huis Saksen bestaan. De huidige grootmeester is de in 1946 geboren prins Michael-Benedict van Saksen-Weimar-Eisenach titulair groothertog van Saksen-Weimar-Eisenach.
Omdat de Oranjes en de familie Saksen-Weimar-Eisenach verwant waren en elkaar geregeld bezochten werden ook veel Nederlandse hoffunctionarissen met deze orde onderscheiden.

## De versierselen
Het lint van de orde was ponceaurood. De ordespreuk is "Vigilando ascendimus" (Latijn voor "(Door) waakzaam(heid) stijgen wij"). De orde werd aan militairen ook met zwaarden verleend. Omdat de commandeurs een ruitvormige ster, een zogenaamde "plaque", droegen zijn zij als grootofficieren te beschouwen. Tot 1870 droegen de militairen een trofee op de achterzijde van hun kruis. Die werd in dat jaar vervangen door gekruiste zwaarden op de ruiten in de armen van het kruis.
Het versiersel was een achtpuntig gouden kruis van Malta met op de punten kleine gouden ballen. De vier armen zijn op de voorzijde groen en op de achterzijde wit geëmailleerd. Het kruis is op een rood geëmailleerde achtpuntige gouden ster gelegd die de ruimte tussen de armen gedeeltelijk vult. De vier zichtbare punten van de ster eindigen in gouden lelies. Op de voorzijde ligt een gedetailleerd weergegeven gouden valk met uitgestrekte witte vleugels en gouden snavel.
De achterzijde van de ster is groen.  In het centrum van de achterzijde is binnen een gouden lauwerkrans gekroond een ovaal blauw medaillon aangebracht met het motto 'VIGILANDO ASCENDIMUS'.
In oorlogstijd en aan militaire personen werden het kruis en de ster voor militaire verdiensten ook "met de Zwaarden" uitgereikt. Er zijn sterren met gefacetteerde of gebrillanteerde stralen en sterren met gladde lancetvormige stralen bekend. De plaques hebben gladde stralen. De gouden of verguld zilveren zwaarden werden gekruist op de ster gelegd. Alle versierselen moesten na de dood van de drager aan de kanselier in Weimar worden teruggezonden.
De tussen 1840 en 1901 verleende versierselen van een ridder IIe Klasse, ook wel Erekruis (Duits: "Ehrenkreuz") genoemd hadden de vorm van een wit geëmailleerd verguld zilveren kruis pattée met een centraal gouden medaillon. Op het medaillon was een witte valk tegen een achtergrond van gouden stralen afgebeeld. Op de keerzijde was het medaillon donkerblauw met een sierlijk verstrengeld en gekroond gouden monogram "CA" op een donkerblauwe achtergrond. De gouden ring rond het medaillon is opvallend dik. Het kruis werd aan een verguld zilveren ring en een ponceaurood lint op de linkerborst gedragen. De ridder der IIe Klasse in de Orde van de Witte Valk met de Zwaarden droeg hetzelfde versiersel met gekruiste verguld zilveren zwaarden tussen de armen.
Tussen 1892 en 1902 verleende groothertog Karel Alexander commandeurs- en ridderkruisen "voor algemene verdienste". Deze voor verdiensten voor het groothertogelijk huis uitgereikte onderscheidingen misten de rood geëmailleerde ster onder het medaillon. Vanwege de frequente familiebezoeken aan Nederland droeg een aantal hogere Nederlandse hovelingen van koningin Wilhelmina deze versierselen. De witte valk lijkt bij deze kruisen vrij boven het groen geëmailleerde kruis te zweven. Op de keerzijde was geen ruimte voor een gekroond medaillon met lauwerkrans. In plaats daarvan was op de keerzijde een klein ovaal blauw geëmailleerd medaillon aangebracht met daarop het motto van de orde.
Anders dan in veel andere Duitse staten heeft het systeem van "zwaarden aan de ring" in het groothertogdom Saksen nooit ingang gevonden.

### Versierselen van de eerste uitgave (1732–1789)
De oudste sterren waren van zilverdraad, pailletten, gouddraad en (groen en blauw) borduurdraad op een achtergrond van vilt. Om deze de beschermen werd op de achterzijde een papier geplakt waarop meestal met de hand de fabrikant en bijzonderheden over de ster werden vermeld. De stralen eindigden in kleine lussen.
- Kruis met agrafe
- Geborduurde ster

### Versierselen van de tweede uitgave (1815–1918)

#### Sterren

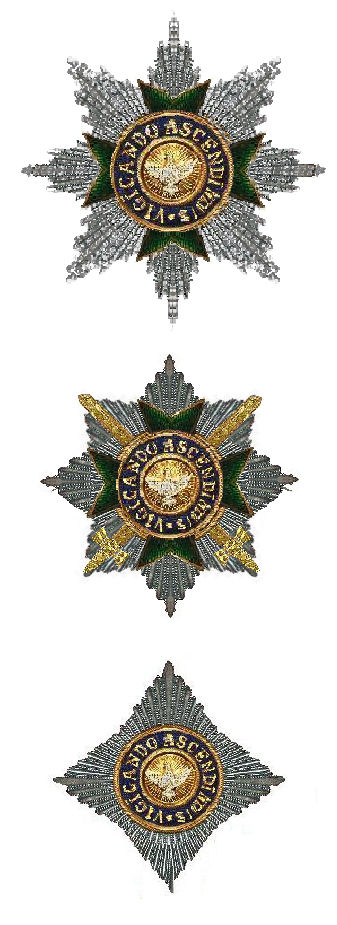
Gefaceteerde ster van een prins, ster met zwaarden en een normale ster

De metalen sterren uit de 19e eeuw zijn te verdelen in twee modellen. Sterren met gefacetteerde stralen en sterren met lancetvormige gladde stralen, beiden al dan niet met zwaarden.
Prinsen uit regerende geslachten kregen sterren uitgereikt die een slag groter waren dan die van andere grootkruisen. Meestal waren deze grote sterren gebrillanteerd maar dat was geen wet van Meden en Perzen.
De zilveren sterren zijn iets gebold en dragen op de achterzijde een medaillon met de naam van de fabrikant. Op de voorzijde is een groot gouden of verguld zilveren medaillon vastgeklonken. Dit medaillon is gedeeltelijk geëmailleerd. Het zilverkeur en andere stempels en keuren zijn meestal op de gesp aangebracht. Ook tijdens de Eerste Wereldoorlog waren de sterren steeds van edele metalen vervaardigd.
- Grootkruis
- Grootkruis met op de keerzijde een medaillon voor militairen (1815–1870)
- Grootkruis in iets grotere uitvoering voor vorstelijke personen
- Grootkruis met zwaarden in iets grotere uitvoering voor vorstelijke personen (1870–1918)
- Geborduurde ster
- Zilveren ster
- Zilveren ster in iets grotere uitvoering voor vorstelijke personen
- Zilveren ster met diamanten (1880–1910)
- Zilveren ster met zwaarden (1870–1918)
- Zilveren ster met zwaarden in iets grotere uitvoering voor vorstelijke personen (1870–1918)
- Grootkruis voor algemene verdienste (1872–1902)
- Ster voor algemene verdienste (1872–1902)

#### Commandeurskruisen
Het emaille van de commandeurskruisen was breekbaar en de kruisen moesten geregeld worden vervangen of gerepareerd. De sterren zijn vrijwel allemaal van metaal, geborduurd sterren zijn
zeldzaam. In bijzondere gevallen liet de groothertog een bijzonder fraai gesmede plaque uitreiken. Dat gebeurde onder andere bij de beroemde componist en pianovirtuoos Franz Liszt. Wanneer het commandeurskruis "met de zwaarden" werd verleend was het gebruikelijk om ook een plaque met twee gekruiste gouden zwaarden onder het centrale medaillon uit te reiken.
- Commandeurskruis
- Commandeurskruis voor algemene verdienste (1892–1902)
- Commandeurskruis met op de keerzijde een medaillon voor militairen (1815–1870)
- Commandeurskruis met zwaarden (1870–1918)
- Commandeurskruis met zwaarden en op de keerzijde een medaillon voor militairen (een overgangsmodel)
- Plaque voor een commandeur (in zilver en goud of in zilver en verguld zilver) (1840–1918)
- Plaque met zwaarden

Plaque met zwaarden in verzilverd oorlogsmetaal (Eerste Wereldoorlog)
De kostbare gouden en zilveren versierselen van de commandeurs werden door juweliers in Saksen-Weimar en in de grote Europese hoofdsteden geleverd.

#### Ridderkruisen Ie Klasse

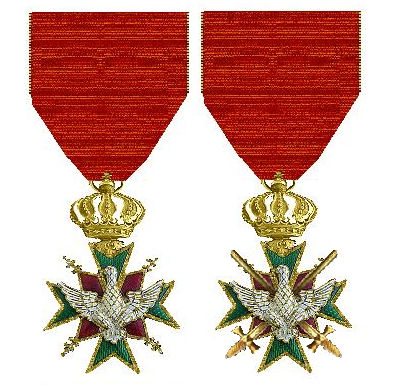
Ridderkruisen Ie Klasse

De ridderkruisen van de Orde van de Witte Adelaar werden door juweliers zeer zorgvuldig en met veel aandacht voor details vervaardigd uit verschillende aan elkaar geklonken onderdelen. Het kruis van de ridder der Ie Klasse was oorspronkelijk van massief goud. In de loop van de 19e eeuw werden er steeds meer verguld zilveren kruisen uitgereikt. Toch werd er tijdens de economische crisis in de Eerste Wereldoorlog geen gebruik gemaakt van goedkope oorlogsmetalen zoals zink. Het kruis is met zorg blauw, rood en groen op een gegraveerd oppervlak geëmailleerd. De op het kruis gemonteerde valk is van wit geëmailleerd goud of verguld zilver. De holle plastisch uitgevoerde beugelkroon is niet gevoerd en beweegt ten opzichte van kruis en ring.
- Ridderkruis Ie Klasse (1815–1918) (in goud of verguld zilver)
- Ridderkruis Ie Klasse met op de keerzijde een medaillon voor militairen (1815–1870)
- Ridderkruis Ie Klasse met zwaarden en op de keerzijde een medaillon voor militairen (een overgangsmodel)
- Ridderkruis Ie Klasse met zwaarden (1870–1918) (in goud of verguld zilver)
- Ridderkruis Ie Klasse voor algemene verdienste (1892–1902)

De kruisen werden door verschillende hofjuweliers aangeboden. Veel ridders die de kruisen in de 19e eeuw immers dagelijks droegen bestelden een tweede kruis, ook omdat het oorspronkelijke versiersel door hun erven moest worden teruggegeven. In de 20e eeuw was Th. Müller, "Hofjuwelier & Ordensfabrik" in Weimar leverancier van de kanselier.

#### Ridderkruisen IIe Klasse (1853–1901)

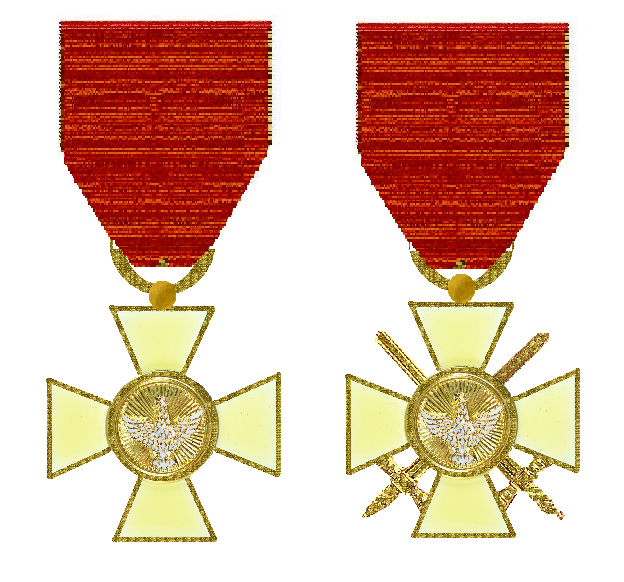
Ridder IIe Klasse 1853–1901

Het ridderkruis IIe Klasse werd in 1840 ingesteld. Het ridderkruis IIe Klasse met de zwaarden werd in 1870 ingesteld. De kruisen dragen op de keerzijde het gekroonde monogram van de regerende Groothertog van Saksen-Weimar-Eisenach. De ridderkruisen IIe Klasse met monogram werden in 1902 vervangen door zilveren kruisen van het model van de Ie Klasse.
- Ridderkruis IIe Klasse met monogram "CF" (1840–1853)
- Ridderkruis IIe Klasse met monogram "CF" en zwaarden (1840–1853)
- Ridderkruis IIe Klasse met monogram "CA" (in zilver en goud of in zilver en verguld zilver) (1853–1901)
- Ridderkruis IIe Klasse met monogram "CA" en zwaarden (in zilver en goud of in zilver en verguld zilver) (1853–1901)
- Ridderkruis IIe Klasse met monogram "WE" (in zilver en goud of in zilver en verguld zilver) (1902–1904)
- Ridderkruis IIe Klasse met monogram "WE" (in zilver of verzilverd oorlogsmetaal)
- Ridderkruis IIe Klasse met monogram "WE" en zwaarden (in zilver of verzilverd oorlogsmetaal)

De firma Th. Müller, "Hofjuwelier & Ordensfabrik" in Weimar was leverancier van de kanselier.

#### Ridderkruisen IIe Klasse (1901–1918)

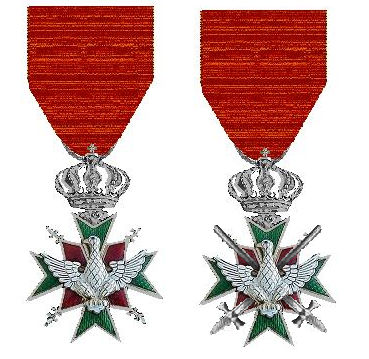
Ridder IIe Klasse 1901–1918

Groothertog Wilhelm Ernst van Saksen hervormde na zijn troonsbestijging in 1901 het groothertogelijk Saksische decoratiestelsel. Hij stelde nieuwe onderscheidingen in en maakte een einde aan het verlenen van de Orde van de Witte Valk in een afwijkende vorm aan de ridder der IIe Klasse in deze orde. In het vervolg sloot ook Saksen-Weimar zich aan bij het internationale gebruik dat een ridder der Ie Klasse gelijk stond aan een officier in een ridderorde en een gouden versiersel droeg. De ridder der IIe Klasse zou tot 1918 het gebruikelijke zilveren versiersel dragen en werd gelijkgesteld aan de vijfde graad in een orde van verdienste. Dit geëmailleerde ridderkruis met kroon en opgelegde wit geëmailleerde zilveren valk was in alle details gelijk aan de ridderkruisen van de Ie Klasse maar geheel van zilver. Ook het geëmailleerde medaillon op de achterzijde was van zilver en werd bedekt met een zilveren beugelkroon.
Het bevestigen van een rozet op het lint van een Officier of ridder der Ie Klasse was in Duitse staten niet gebruikelijk en dat gebeurde ook in Saksen niet. Het versiersel van een Ridder IIe Klasse werd aan het lint van de orde op de linkerborst gedragen.
- Ridderkruis IIe Klasse in zilver. (1902–1918)
- Ridderkruis IIe Klasse in zilver (Verzilverd oorlogsmetaal)
- Ridderkruis IIe Klasse in zilver met zwaarden. (1902–1918)
- Ridderkruis IIe Klasse in zilver met zwaarden (verzilverd oorlogsmetaal).

In de 20e eeuw was Th. Müller, "Hofjuwelier & Ordensfabrik" in Weimar leverancier van de kanselier.

#### Kruisen van verdienste

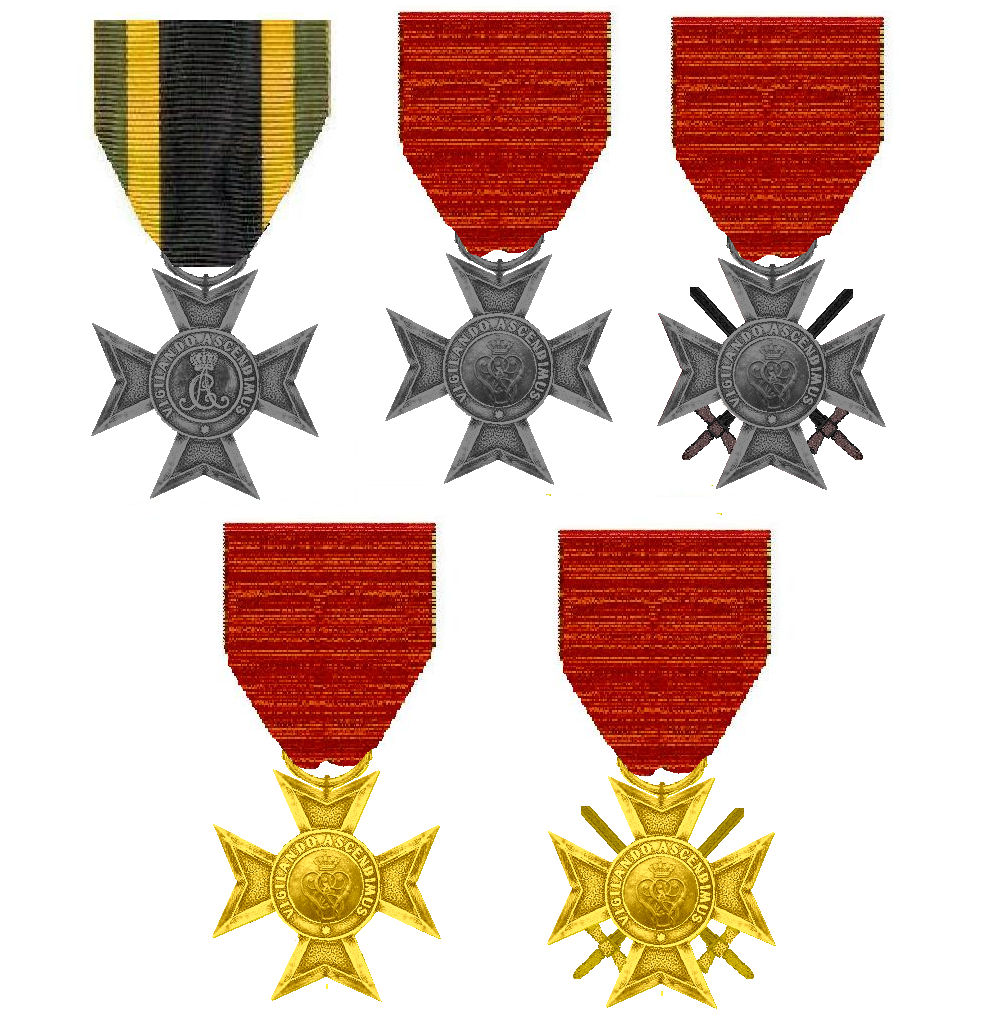
Kruis van Karel Alexander en kruisen van Wilhelm Ernst

In de loop van de 19e eeuw nam de behoefte aan onderscheidingen hand over hand toe. De vorsten maakten steeds vaker reizen en de kring van personen die op een onderscheiding rekenden nam toe. Omdat niet iedereen in aanmerking kwam voor een ridderorde werd gebruikgemaakt van kruisen van verdienste en medailles. Dergelijke versierselen mochten niet al te kostbaar zijn. Er werd gekozen voor zilver en verguld zilver. Toen de Duitse oorlogseconomie in de loop van de Eerste Wereldoorlog in ernstige problemen geraakte werd gebruikgemaakt van goedkope alternatieven zoals verzilverd zink.
- Zilveren Kruis van Verdienste (1876–1901)
- Gouden Kruis van Verdienste (1902–1918) in verguld zilver
- Gouden Kruis van Verdienste met zwaarden in verguld zilver
- Gouden Kruis van Verdienste met zwaarden in verguld brons
- Gouden Kruis van Verdienste met zwaarden in verguld oorlogsmetaal

Het zilveren kruis van Verdienste (Duits: Silbernes Verdienstkreuz des Hausordens) werd op de dag van zijn opvolging, 8 juli 1878 door groothertog Karel Alexander van Weimar ingesteld. Het werd gedragen aan het in Saksen-Weimar veelgebruikt lint in de nationale kleuren zwart-groen en geel. Op de voorzijde stond het motto "VIGILANDO ASCENDIMVUS" op de ring rond het medaillon met het gekroonde monogram "CA". Op de keerzijde staat op het door een krans omringde medaillon "DEM VERDIENSTE".
Op 15 april 1902 bepaalde groothertog Wilhelm Ernst dat het Kruis van Verdienste in het vervolg in zilver en goud zou worden uitgereikt. Beide kruisen zouden met en zonder zwaarden worden verleend. Het monogram in het medaillon werd gewijzigd in "WE".
In 1909 bepaalde Wilhelm Ernst dat het Kruis van Verdienste in het vervolg aan het ponceaurode lint van de Huisorde van de Witte Valk zou worden gedragen.
De fabrikant van alle kruisen was Th. Müller, "Hofjuwelier & Ordensfabrik" in Weimar.

## De graden

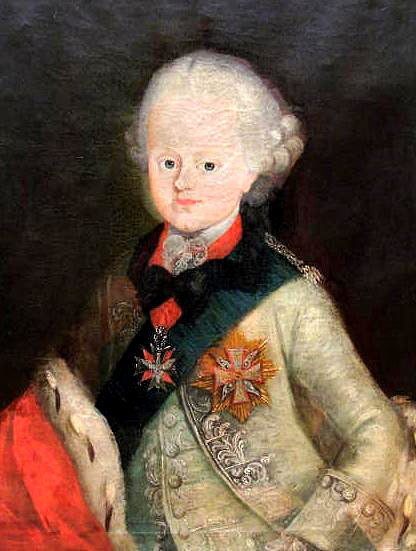
Carl August van Saksen-Weimar op tienjarige leeftijd met het met het met diamanten versierd kruis van de orde

Het aantal ridders en leden was in de eerste jaren beperkt. De ridders waren gehouden om hun respectieve regering gehoorzaam te dienen. Deze bepaling is in verband te brengen met de Franse Revolutie die bij het herstel van de orde in 1815 nog vers in het geheugen lag. Verder werden in de statuten geen eisen aan de ridders gesteld. Deze mochten katholiek of protestant zijn en ook adeldom was niet vereist. De ridders verkregen met hun onderscheiding evenmin een adellijke titel, iets dat in veel andere Duitse staten waaronder Oostenrijk wél het geval was. De versierselen werden in een fraaie doos of cassette geleverd en de kanselier van de Orde van de Witte Valk liet een diploma opmaken dat aan de leden werd uitgereikt.
- Twaalf grootkruisen (de prinsen van het groothertogelijk huis niet meegerekend).

De grootkruisen moesten ten minste de rang van een "werkelijk geheime raad" of generaal-majoor bekleden. Voor benoemingen buiten het groothertogdom Saksen-Weimar-Eisenach gold deze bepaling niet.
- Vijfentwintig commandeurs.

De commandeurs moesten ten minste de rang van een geheime raad, regeringsraad, justitieraad of majoor bekleden. Voor benoemingen buiten het groothertogdom Saksen-Weimar-Eisenach gold deze bepaling niet. Zij droegen na 1840 ook een plaque zodat deze graad gelijkstaat aan die van grootofficier.
- Vijftig ridders.

Op 16 februari 1840 werd een IVe Klasse, ook wel "Ridder IIe Klasse" of "Erekruis" genoemd, ingesteld. Daarmee werd de ridder Ie Klasse gelijkgesteld aan een Officier in een ridderorde. Het aantal benoemingen was onbeperkt. Een zilveren Kruis van Verdienste werd in 1878 aan de orde verbonden zodat de groothertogen en de regering over voldoende speelruimte beschikten om conform het strenge 19e-eeuwse protocol een ieder naar waardigheid te kunnen decoreren. In 1902 volgde een gouden Kruis van Verdienste. De kruisen werden na 1870 ook "met de Zwaarden" uitgereikt.
- Ridders IIe Klasse of Erekruisen
- Ridders IIe Klasse (zilveren ridderkruisen)

Opvallend is dat de Orde van de Witte Valk, gezien vanuit het perspectief van het internationale protocol, na 1840 geen commandeur heeft gekend.

## Benoemingen

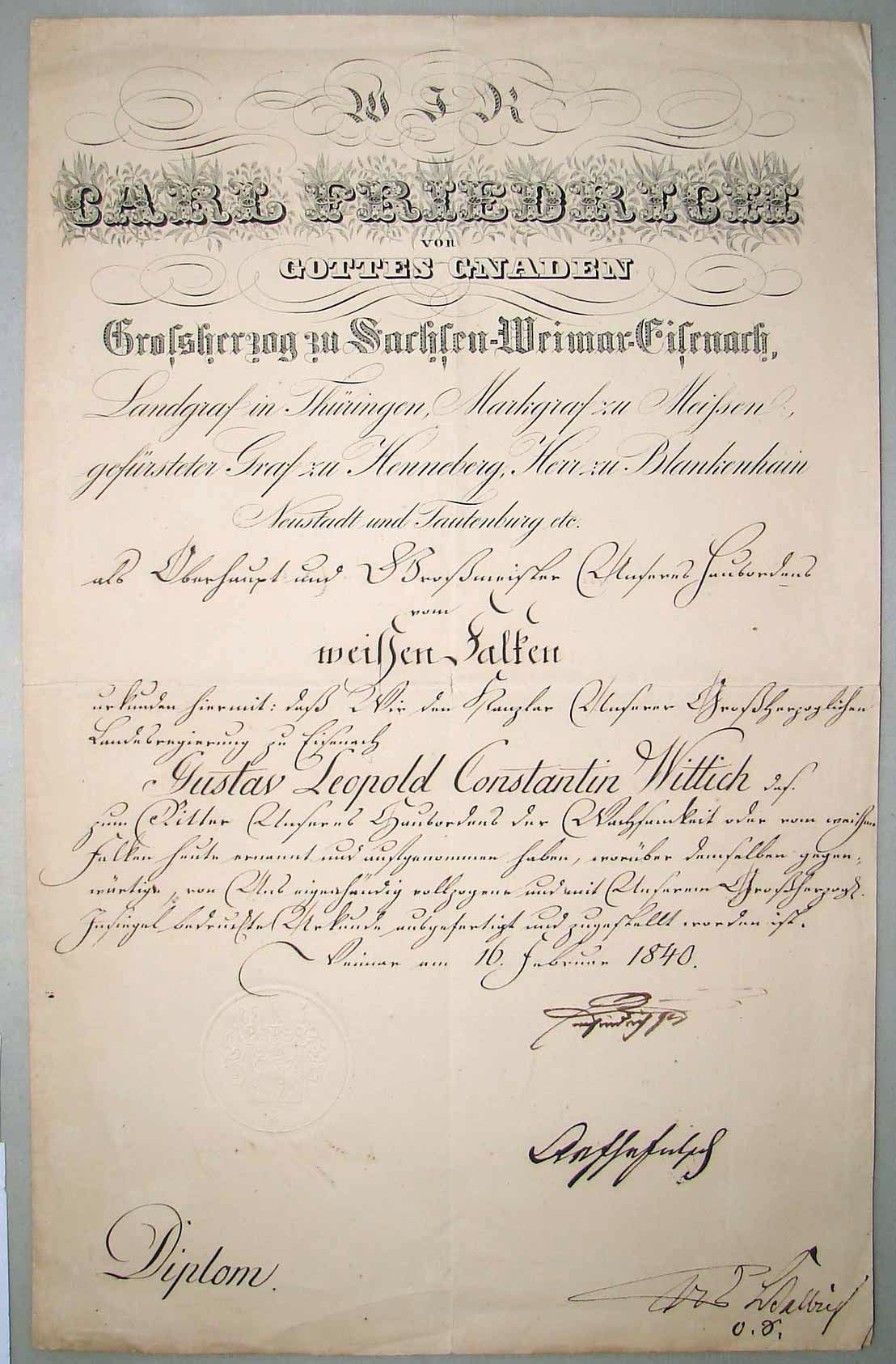
Diploma van kanselier Gustav Wittich uit 1840

Het aantal ridders uit de eerste periode van de orde tussen de instelling in 1732 en de uitbraak van de revolutie-oorlogen in 1792 is niet bekend.
De registers met gegevens over de orde die 186 jaar heeft bestaan niet zijn niet volledig gepubliceerd. De volgende aantallen zijn bekend:
- Tussen 1815 en 1828 werden 42 grootkruisen uitgereikt.
- Tussen 1870 en 1918 werden 75 commandeurskruisen met zwaarden uitgereikt. Negen daarvan stammen van vóór de Eerste Wereldoorlog.
- Tussen 1870 en 1918 werden 148 commandeurskruisen zonder zwaarden uitgereikt.
- Tussen 1870 en 1918 werden 702 ridders Ie Klasse benoemd.
- Tussen 1870 en 1918 werden 153 ridders Ie Klasse met Zwaarden uitgereikt. Tien daarvan stammen van vóór de Eerste Wereldoorlog.
- Tussen 1840 en 1902 werden 456 ridderkruisen IIe Klasse of Erekruisen uitgereikt
- Tussen 1902 en 1918 werden 77 zilveren ridderkruisen IIe Klasse in zilver uitgereikt.
- Tussen 1902 en 1918 werden 1000 zilveren ridderkruisen IIe Klasse met zwaarden in zilver uitgereikt. 308 daarvan stammen van vóór de Eerste Wereldoorlog.

Onder Carl Alexander werden 162 zilveren kruisen verleend. In totaal werden 643 zilveren kruisen van Wilhelm Ernst uitgereikt waarvan 62 met zwaarden. In het register staan 168 benoemingen met het gouden kruis met zwaarden opgetekend.

## Het Wilhelm-Ernst Oorlogskruis
Op 10 juni 1915 stichtte groothertog Willem Ernst van Saksen een Kruis van Verdienste dat hij Wilhelm-Ernst Oorlogskruis (Wilhelm-Ernst Kriegskreuz) doopte.
De onderscheiding was verbonden aan de Orde van de Witte Valk.
Het kruis was in eerste instantie bedoeld voor de militairen van zijn "eigen" regiment, het "Infanterie-Regiment Großherzog von Sachsen" dat als Vijfde Thüringse Infanterie-regiment Nr. 94 deel uitmaakte van het Duitse leger. Zij moesten met het formeel Pruisische, in de praktijk overkoepelend Keizerlijk Duitse IJzeren Kruis zijn gedecoreerd. In de praktijk werden moedige groothertogelijk-Saksische militairen eerst met het Algemeen Ereteken met de Zwaarden gedecoreerd.
De onderscheiding werd aan officieren, onderofficieren en manschappen van het regiment "voor verdienste" verleend. Ook de tijdens de mobilisatie van het Duitse leger in andere onderdelen belande inwoners van het groothertogdom konden met het kruis gedecoreerd worden. Ook zij moesten dan eerst het IJzeren Kruis der Tweede Klasse hebben ontvangen.
Het kruis is een aanvulling op het decoratiestelsel van Saksen-Weimar-Eisenach dat al de Orde van de Witte Valk bezat die in oorlogstijd "met de zwaarden" werd verleend. Om deze orde te verschonen werd een aanvullende onderscheiding nodig geacht. In het wilhelminische Duitsland was het ondenkbaar dat een onderofficier tot ridder in een ridderorde zou worden benoemd. Men wilde de riddergraad in de Orde van de Witte Valk exclusief houden.
Zo was er voor verdienste een min of meer "democratisch" Wilhelm-Ernst Oorlogskruis. Voor dappere officieren was er de Orde van de Witte Valk met de Zwaarden en voor moedige onderofficieren en soldaten het Saksen-Weimaraanse "Allgemeines Ehrenzeichen mit Bandschnalle und Schwertern", een tijdens de Eerste Wereldoorlog 462 maal in goud en 3855 maal in zilver verleende medaille met gekruiste zwaarden op het lint. Er zijn 12375 bronzen medailles uitgereikt.
- Voor meer details zie hoofdartikel: Wilhelm-Ernst Oorlogskruis

## Draagwijze
Een Grootkruis droeg het kleinood van de orde aan een vijf vingers breed lint over de rechterschouder op de linkerheup. Op de linkerborst droegen zij tot in het midden van de 19e eeuw een geborduurde ster van goud- en zilverdraad, pailletten en borduursel. In het midden van de 19e eeuw werden metalen (zilveren) sterren steeds gebruikelijker.
De commandeur in de Orde van de Witte Valk droeg het kruis van de orde om de hals. Op de linkerborst droeg hij een geborduurde of zilveren plaque. Ook voor commandeurs werd in het midden van de 19e eeuw een metalen (zilveren) plaque steeds gebruikelijker.
De lagere graden droegen hun versiersel aan een lint op de linkerborst.
Tot in het eerste kwart van de 19e eeuw werden de versierselen nog iedere dag gedragen. In de loop der jaren werden ze vervangen door batons, miniaturen en kleine strookjes lint en rozetten die als knoopsgatversiering werden gedragen.

## Een aantal gedecoreerden

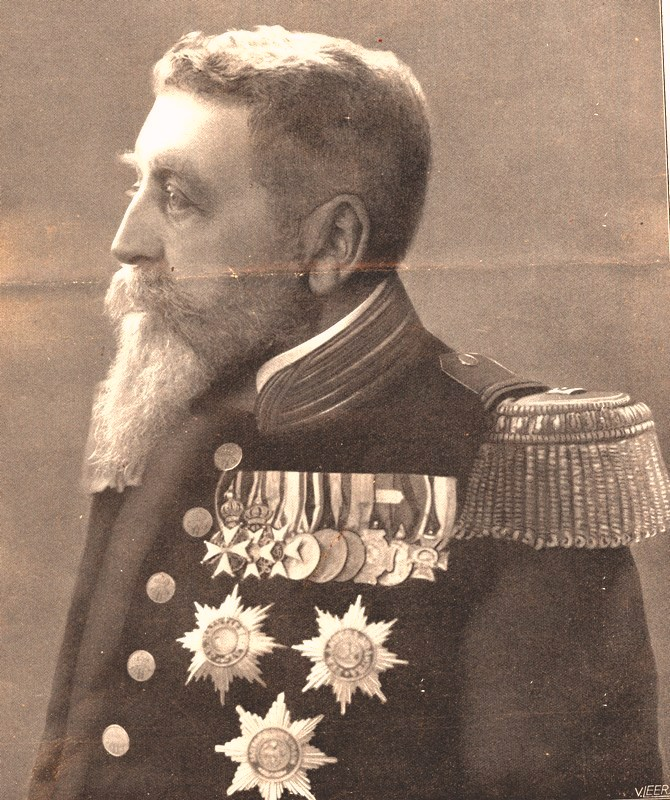
Baron Sirtema van Grovestins met de ster van de Orde van de Witte Valk

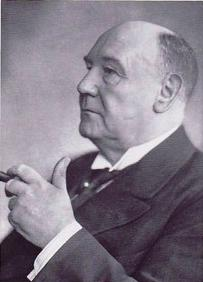
Wilhelm Solf met het commandeurskruis

- De Groothertog van Saksen-Weimar-Eisenach was grootmeester van de Orde van de Witte Valk. De geboren prinsen waren ambtshalve geboren grootkruis in de Orde van de Witte Valk. De voorzitter van de Staatstraad, het kabinet, was ordekanselier.
- Ferdinand David, concertmeester in Leipzig
- Als veertiende grootkruis werd de politicus en schrijver Johann Wolfgang von Goethe benoemd.
- Franz Liszt die een bijzonder fraaie plaque ontving.

Nederlandse hovelingen
- Jhr S.M.S. de Ranitz
- H.J. baron Taets van Amerongen van Woudenberg 1822–1887
- Jhr. W.F.H. van de Poll
- Mr. S.K.J.H. graaf van Randwijck 1838–1913
- H.A. baron Clifford 1850–1908
- G.L.M. baron baron Taets van Amerongen van Natewisch 1837–1901
- E.F.Ch.H.J. baron van Tuyll van Serooskerkerken 1850–1916 (commandeurskruis voor algemene verdienste)
- J.E.N baron Sirtema van Grovestins was grootkruis.
- Mr. W.P. graaf van Bylant, kamerheer van koningin Wilhelmina
- Jhr. J.P.H. Hoeuft van Velsen

## Weblinks
- Informationen zu Orden und Ehrenzeichen: Weimar-Orden
- Statuten des Fürstlich Sächsischen Weimarischen Ritter-Ordens von der Wachsamkeit: Statuten 1732
- Statuten des Grossherzoglich Sachsen-Weimarischen erneuerten Ritter-Ordens der Wachsamkeit: Statuten 1815
- Statuten des Grossherzoglich Sachsen-Weimarischen erneuerten Ritter-Ordens der Wachsamkeit: Statuten 1840